# Европско првенство у атлетици у дворани 2017 — скок удаљ за жене
Такмичење у скоку удаљ у женској конкуренцији на 34. Европском првенству у у дворани 2017. у Београду одржано је 4. и 5. марта у Комбанк арени.
Титулу освојену у Прагу 2015. одбранила је Ивана Шпановић из Србије.

## Земље учеснице
Учествовало је 19  такмичарки из 14 земаља.
1. Белорусија ( 1 )
2. Естонија (1)
3. Италија (1)
4. Мађарска (1)
5. Македонија (1)
6. Независни атлетичари (ЕАА) (1)
7. Немачка (3)
8. Румунија (1)
9. Словачка (1)
10. Словенија (1)
11. Србија (1)
12. Уједињено Краљевство (3)
13. Украјина (2)
14. Шпанија (1)

## Рекорди
- [1]

| Рекорди пре почетка Европског првенства 2017.     | Рекорди пре почетка Европског првенства 2017. | Рекорди пре почетка Европског првенства 2017. | Рекорди пре почетка Европског првенства 2017. | Рекорди пре почетка Европског првенства 2017. | Рекорди пре почетка Европског првенства 2017. |
| ------------------------------------------------- | --------------------------------------------- | --------------------------------------------- | --------------------------------------------- | --------------------------------------------- | --------------------------------------------- |
| Светски рекорд                                    | Хајке Дрекслер                                | Источна Немачка                               | 7,37                                          | Беч, Аустрија                                 | 13. фебруар 1988.                             |
| Европски рекорд                                   | Хајке Дрекслер                                | Источна Немачка                               | 7,37                                          | Беч, Аустрија                                 | 13. фебруар 1988.                             |
| Рекорди европских првенстава                      | Хајке Дрекслер                                | Источна Немачка                               | 7,30                                          | Беч, Аустрија                                 | 5. март 1988.                                 |
| Најбољи светски резултат сезоне у дворани         | Ивана Шпановић                                | Србија                                        | 6,96                                          | Београд, Србија                               | 25. фебруар 2017.                             |
| Најбољи европски резултат сезоне у дворани        | Ивана Шпановић                                | Србија                                        | 6,96                                          | Београд, Србија                               | 25. фебруар 2017.                             |
| Рекорди после завршетка Европског првенства 2017. |                                               |                                               |                                               |                                               |                                               |
| Најбољи светски резултат сезоне у дворани         | Ивана Шпановић                                | Србија                                        | 7,24                                          | Београд, Србија                               | 5. март 2017.                                 |
| Најбољи европски резултат сезоне у дворани        | Ивана Шпановић                                | Србија                                        | 7,24                                          | Београд, Србија                               | 5. март 2017.                                 |

## Најбољи европски резултати у 2017. години
Десет најбољих европских такмичарки у скоку удаљ у дворани 2017. године пре почетка првенства (3. марта 2017), имале су следећи пласман на европској и светској ранг листи. (СРЛ)
| 1.  | Ивана Шпановић          | Србија                     | 6,96 | 25. фебруар | 1. СРЛ  |
| 2.  | Дарија Клишина          | Независни атлетичари (ЕАА) | 6,78 | 10. фебруар | 3. СРЛ  |
| 3.  | Клаудија Салман         | Немачка                    | 6,76 | 10. фебруар | =4. СРЛ |
| 3.  | Лорејн Јуџен            | Уједињено Краљевство       | 6,76 | 18. фебруар | =4. СРЛ |
| 5.  | Александра Вестер       | Немачка                    | 6,71 | 10. фебруар | =8. СРЛ |
| 5.  | Џасмин Сајерс           | Уједињено Краљевство       | 6,71 | 18. фебруар | =8. СРЛ |
| 7.  | Катарина Џонсон-Томпсон | Уједињено Краљевство       | 6,69 | 18 фебруар  | 10. СРЛ |
| 8.  | Марина Бех              | Украјина                   | 6,64 | 18. фебруар | 13. СРЛ |
| 9.  | Лаура Страти            | Италија                    | 6,59 | 18. фебруар | 14. СРЛ |
| 10. | Heather Arneton         | Француска                  | 6,57 | 15. јануар  | 15. СРЛ |

Такмичарке чија су имена подебљана учествовале су на ЕП.

## Сатница
| Датум         | Време | Ниво          |
| ------------- | ----- | ------------- |
| 4. март 2017  | 12.00 | Квалификације |
| 5. март 2017. | 17.40 | Финале        |

## Квалификациона норма
| дворана |
| ------- |
| 6,60 м  |

## Освајачи медаља
|                       |                                   |                             |
| Ивана Шпановић Србија | Лорејн Јуџен Уједињено Краљевство | Клаудија Салман-Рат Немачка |

## Резултати

### Квалификације
Квалификациона норма за пласман 8 такмичарки у финале износила је 6,60 метара (КВ). Норму су испуниле 6 такмичарки, (КВ) а 2 су се пласирале на основу постигнутог резултата (кв).,
| Место | Такмичарка          | Земља                      | ЛР   | ЛРС  | 1. скок | 2. скок | 3. скок | Резултат | Белешка |
| ----- | ------------------- | -------------------------- | ---- | ---- | ------- | ------- | ------- | -------- | ------- |
| 1.    | Ивана Шпановић      | Србија                     | 7,07 | 6,96 | 7,03    | –       | –       | 7,03     | КВ, СРС |
| 2.    | Дарија Клишина      | Независни атлетичари (ЕАА) | 7,01 | 6,78 | x       | 6.59    | 6.83    | 6.83     | КВ, ЛРС |
| 3.    | Лорејн Јуџен        | Уједињено Краљевство       | 6,93 | 6,76 | 6,80    | –       | –       | 6,80     | КВ, ЛРС |
| 4.    | Клаудија Салман-Рат | Немачка                    | 6,76 | 6,76 | 6,79    | –       | –       | 6,79     | КВ, ЛР  |
| 5.    | Марина Бек          | Украјина                   | 6,64 | 6,64 | 6,55    | 6,71    | –       | 6,71     | КВ, ЛР  |
| 6.    | Ксенија Балта       | Естонија                   | 6,87 |      | 6.48    | 6,67    | –       | 6,67     | КВ      |
| 7.    | Џасмин Сајерс       | Уједињено Краљевство       | 6,71 | 6,71 | 6,29    | 6,47    | 6,54    | 6,54     | кв      |
| 8.    | Александра Вестер   | Немачка                    | 6,95 | 6,71 | x       | 6,23    | 6,51    | 6,51     | кв      |
| 9.    | Лаура Страти        | Италија                    | 6,59 | 6,59 | 6,49    | x       | 6,20    | 6,49     |         |
| 10.   | Маризе Лузоло       | Немачка                    | 6,56 | 6,56 | 6,30    | 6,46    | 6,48    | 6,48     |         |
| 11    | Хулијет Итоја       | Шпанија                    | 6,51 | 6,47 | 6,6     | 5,95    | x       | 6,36     |         |
| 12.   | Јана Велдјакова     | Словачка                   | 6,56 | 6,31 | 6,34    | x       | x       | 6,34     | ЛРС     |
| 13.   | Ана Венхрус         | Украјина                   | 6,53 | 6,27 | 6,10    | x       | x       | 6,10     |         |
| 14.   | Вероника Шуткова    | Белорусија                 | 6,77 | 6,43 | x       | 6,07    | x       | 6,07     |         |
| 15.   | Фани Шмелц          | Мађарска                   | 6,30 | 6,23 | x       | x       | 6,05    | 6,05     |         |
| 16.   | Ангела Моросану     | Румунија                   | 6,56 | 6,56 | x       | 5,98    | 5,98    | 5,98     |         |
| 17.   | Мартина Мироска     | Македонија                 | 5,61 | 5,61 | x       | 5,42    | 5,58    | 5,58     |         |

Подебљани лични рекорди су и национални рекорди земље коју такмичарка представља

### Финале
Такмичење је одржано 5. марта 2017. године у 17:40.,
| Место | Атлетичарка         | Земља                      | 1. скок | 2. скок | 3. скок | 4. скок | 5. скок | 6. скок | Резултат | Белешка |
| ----- | ------------------- | -------------------------- | ------- | ------- | ------- | ------- | ------- | ------- | -------- | ------- |
|       | Ивана Шпановић      | Србија                     | x       | 7,16    | 7,24    | 7,17    | x       | 6,73    | 7,24     | СРС, НР |
|       | Лорејн Јуџен        | Уједињено Краљевство       | 6,75    | 6.97    | x       | x       | 6.58    | x       | 6,97     | НР      |
|       | Клаудија Салман-Рат | Немачка                    | 6,84    | 6,71    | 6,65    | 6,67    | 6,94    | 6,87    | 6,94     | ЛР      |
| 4.    | Дарија Клишина      | Независни атлетичари (ЕАА) | 6,62    | 6,79    | 6,52    | 6,80    | 6,68    | 6,84    | 6,84     | ЛРС     |
| 5.    | Ксенија Балта       | Естонија                   | x       | x       | 6,59    | x       | 6,79    | x       | 6,79     | ЛРС     |
| 6.    | Џасмин Сајерс       | Уједињено Краљевство       | 6,47    | x       | 6,59    | x       | x       | 6,67    | 6,67     |         |
| 7.    | Марина Бек          | Украјина                   | x       | x       | 6,59    | 6,41    | 6,57    | 6,40    | 6,59     |         |
| 8.    | Александра Вестер   | Немачка                    | x       | 6,50    | x       | 6,39    | 6,53    | 6,43    | 6,53     |         |